# جاسمونیک اسید
اسید جاسمونیک عضوی از رده جاسموناتهای هورمون گیاهی است. این اسید به روش زیستی از اسید لینولئیک به وسیلهٔ روش octadecanoid ابتدا در کلروپلاست و سپس در ادامه در پر اکسی زوها ساخته می‌شود.
بزرگترین وظایف اسید جاسمونیک در تنظیم کردن رشد گیاه است که شامل ممانعت از رشد، پیری و ریزش برگ گیاه است. این اسید همچنین در به وجود آمدن جوانه در سیب زمینی، سیب زمینی هندی و پیاز نقش دارد. این اسید نقش مهمی در پیچ خوردگی در گیاهان و همچنین مقاومت سیستماتیک آنان دارد. هنگامی که گیاهان توسط حشره‌ها مورد حمله قرار می‌گیرند، گیاه با آزاد کردن اسید جاسمونیک واکنش نشان می‌دهد، که این عمل از هضم کردن پروتئین توسط حشره ممانعت به عمل می‌آورد.
اسید جاسمونیک همچنین به مشتقات متنوعی تبدیل می‌شود، از قبیل استرها، مانند متیل جاسمونات و ممکن است با آمینو اسیدها نیز ترکیب شود.